# توماس دوس سانتوس
توماس دوس سانتوس (بالفرنسية: Thomas Dos Santos) (13 مارس 1992 في فرنسا - ) هو لاعب كرة قدم فرنسي في مركز الوسط. لعب مع إيرغوتيليس ونادي بايون وUSC Corte ‏ وCD Puertollano ‏.

## وصلات خارجية
- توماس دوس سانتوس على موقع قاعدة بيانات كرة القدم.إي يو (الإنجليزية)
- توماس دوس سانتوس على موقع Soccerway.com (الإنجليزية)